# Wahlkreis Nr. 5 (Senat der Republik Polen, 2001–2011)
Der Wahlkreis Nr. 5 (polnisch Okręg wyborczy nr 5) war ein von 2001 bis 2011 bestehender Wahlkreis für die Wahl des Senats der Republik Polen und wurde auf Grundlage der Ordynacja wyborcza do Sejmu Rzeczypospolitej Polskiej i do Senatu Rzeczypospolitej Polskiej (Wahlordnung für den Sejm der Republik Polen und für den Senat der Republik Polen) vom 12. April 2001 (Dz.U. 2001 nr 46 poz. 499) errichtet. Die erste Wahl, die im Wahlkreis stattfand, war die Parlamentswahl am 23. September 2001.
Der Wahlkreis umfasste nach der Anlage Nr. 2 (Załącznik nr 2) der Ordynacja wyborcza do Sejmu Rzeczypospolitej Polskiej i do Senatu Rzeczypospolitej Polskiej in der letzten Bekanntmachung vom 30. Juni 2005 (Dz.U. 2005 nr 140 poz. 1173) die kreisfreien Städte Grudziądz, Toruń und Włocławek und die Powiate Aleksandrowski, Brodnicki, Chełmiński, Golubsko-Dobrzyński, Grudziądzki, Lipnowski, Radziejowski, Rypiński, Toruński, Wąbrzeski und Włocławski der Woiwodschaft Kujawien-Pommern (Województwo kujawsko-pomorskie).
Durch den Wechsel von Mehrpersonenwahlkreisen zu Einpersonenwahlkreisen wurde der Wahlkreis Nr. 5 im Jahr 2011 aufgelöst. Das Gebiet des Wahlkreises entspricht den Wahlkreisen Nr. 11, Nr. 12 und Nr. 13 seit 2011.
Der Sitz der Wahlkreiskommission war Toruń.

## Wahlkreisvertreter
| WP   | Wahl | Senator (Wahlkomitee) | Senator (Wahlkomitee)                                                | Senator (Wahlkomitee) | Senator (Wahlkomitee)                                                       | Senator (Wahlkomitee) | Senator (Wahlkomitee)                                             |
| ---- | ---- | --------------------- | -------------------------------------------------------------------- | --------------------- | --------------------------------------------------------------------------- | --------------------- | ----------------------------------------------------------------- |
| V.   | 2001 |                       | Ryszard Jarzembowski (KKW Sojusz Lewicy Demokratycznej – Unia Pracy) |                       | Krystyna Helena Sienkiewicz (KKW Sojusz Lewicy Demokratycznej – Unia Pracy) |                       | Marian Żenkiewicz (KKW Sojusz Lewicy Demokratycznej – Unia Pracy) |
| VI.  | 2005 |                       | Józef Mikołaj Łyczak (KW Prawo i Sprawiedliwość)                     |                       | Andrzej Person (KW Platforma Obywatelska RP)                                |                       | Michał Józef Wojtczak (KW Platforma Obywatelska RP)               |
| VII. | 2007 |                       | Jan Wyrowiński (KW Platforma Obywatelska RP)                         |                       | Andrzej Person (KW Platforma Obywatelska RP)                                |                       | Michał Józef Wojtczak (KW Platforma Obywatelska RP)               |

## Wahlergebnisse

### Parlamentswahl 2001
Die Wahl fand am 23. September 2001 statt.
| #  | Kandidat | Kandidat                       | Wahlkomitee                                                                                       | Stimmen | Prozent |
| -- | -------- | ------------------------------ | ------------------------------------------------------------------------------------------------- | ------- | ------- |
| 1  |          | Stefania Ćwik                  | KW Polskiego Stronnictwa Ludowego                                                                 | 40.229  | 12,18 % |
| 2  |          | Marian Andrzej Filar           | KWW Blok Senat 2001                                                                               | 51.611  | 15,62 % |
| 3  |          | Jan Władysław Hofman           | KW Samoobrona Rzeczpospolitej Polskiej                                                            | 56.042  | 16,97 % |
| 4  |          | Ryszard Jarzembowski           | KKW Sojusz Lewicy Demokratycznej – Unia Pracy                                                     | 115.621 | 35,00 % |
| 5  |          | Henryk Kierzkowski             | KWW Kierzkowskiego Henryka Niezależnego Kandydata na Senatora do Senatu Rzeczypospolitej Polskiej | 16.936  | 5,13 %  |
| 6  |          | Jerzy Franciszek Kopaczewski   | KW Polskiej Partii Socjalistycznej                                                                | 23.925  | 7,24 %  |
| 7  |          | Józef Mitura                   | KW Polskiej Unii Gospodarczej                                                                     | 24.641  | 7,46 %  |
| 8  |          | Jacek Adam Murawski            | KW Liga Polskich Rodzin                                                                           | 52.482  | 15,89 % |
| 9  |          | Marek Przemysław Ostrowski     | KW Samoobrona Rzeczpospolitej Polskiej                                                            | 49.107  | 14,87 % |
| 10 |          | Wanda Samborska                | KW Polskiego Stronnictwa Ludowego                                                                 | 36.860  | 11,16 % |
| 11 |          | Krystyna Helena Sienkiewicz    | KKW Sojusz Lewicy Demokratycznej – Unia Pracy                                                     | 105.154 | 31,83 % |
| 12 |          | Marek Sylwester Smoczyk        | KWW Blok Senat 2001                                                                               | 31.206  | 9,45 %  |
| 13 |          | Janusz Kazimierz Strześniewski | KWW Blok Senat 2001                                                                               | 35.298  | 10,69 % |
| 14 |          | Ada Tokarska                   | KW Forum Emerytów i Rencistów                                                                     | 11.147  | 3,37 %  |
| 15 |          | Marian Żenkiewicz              | KKW Sojusz Lewicy Demokratycznej – Unia Pracy                                                     | 100.236 | 30,34 % |

Wahlberechtigte: 802.815 – Wahlbeteiligung: 42,67 % – Quelle: Dz.U. 2001 nr 109 poz. 1187

### Parlamentswahl 2005
Die Wahl fand am 25. September 2005 statt.
| #  | Kandidat | Kandidat                      | Wahlkomitee                            | Stimmen | Prozent |
| -- | -------- | ----------------------------- | -------------------------------------- | ------- | ------- |
| 1  |          | Barbara Teresa Cieślak        | KW Polskiej Partii Narodowej           | 9.130   | 3,21 %  |
| 2  |          | Janusz Andrzej Dzięcioł       | KWW „Porozumienie Obywatelskie“        | 28.549  | 10,05 % |
| 3  |          | Antoni Juliusz Gabański       | KW Samoobrona Rzeczpospolitej Polskiej | 34.714  | 12,22 % |
| 4  |          | Ryszard Jarzembowski          | KW Sojusz Lewicy Demokratycznej        | 38.864  | 13,68 % |
| 5  |          | Bartłomiej Kołodziej          | KW Centrum                             | 10.982  | 3,87 %  |
| 6  |          | Jan Bolesław Kowarowski       | KW Sojusz Lewicy Demokratycznej        | 24.848  | 8,75 %  |
| 7  |          | Piotr Kurowski                | KW Dom Ojczysty                        | 11.750  | 4,14 %  |
| 8  |          | Józef Mikołaj Łyczak          | KW Prawo i Sprawiedliwość              | 81.864  | 28,81 % |
| 9  |          | Kamil Kazimierz Matuszewski   | KW Liga Polskich Rodzin                | 43.911  | 15,45 % |
| 10 |          | Jan Nowicki                   | KW Partii Demokratycznej–demokraci.pl  | 32.773  | 11,53 % |
| 11 |          | Marian Kazimierz Ochociński   | KW Socjaldemokracji Polskiej           | 13.881  | 4,89 %  |
| 12 |          | Marek Kazimierz Orkiszewski   | KW Liga Polskich Rodzin                | 51.754  | 18,21 % |
| 13 |          | Andrzej Person                | KW Platforma Obywatelska RP            | 58.662  | 20,65 % |
| 14 |          | Artur Piotrowicz              | KW Samoobrona Rzeczpospolitej Polskiej | 39.357  | 13,85 % |
| 15 |          | Władysław Przybysz            | KW Samoobrona Rzeczpospolitej Polskiej | 42.959  | 15,12 % |
| 16 |          | Krystyna Helena Sienkiewicz   | KW Sojusz Lewicy Demokratycznej        | 43.543  | 15,32 % |
| 17 |          | Ryszard Władysław Szczepański | KW Socjaldemokracji Polskiej           | 15.529  | 5,47 %  |
| 18 |          | Michał Józef Wojtczak         | KW Platforma Obywatelska RP            | 57.325  | 20,18 % |

Wahlberechtigte: 829.017 – Wahlbeteiligung: 35,68 % – Quelle: Dz.U. 2005 nr 195 poz. 1627

### Parlamentswahl 2007
Die Wahl fand am 21. Oktober 2007 statt.
| #  | Kandidat | Kandidat                     | Wahlkomitee                            | Stimmen | Prozent |
| -- | -------- | ---------------------------- | -------------------------------------- | ------- | ------- |
| 1  |          | Krzysztof Baranowski         | KW Polskiego Stronnictwa Ludowego      | 47.263  | 12,00 % |
| 2  |          | Grzegorz Biernacki           | KW Samoobrona Rzeczpospolitej Polskiej | 15.462  | 3,93 %  |
| 3  |          | Dariusz Piotr Górski         | KW Samoobrona Rzeczpospolitej Polskiej | 15.707  | 3,99 %  |
| 4  |          | Krzysztof Grządziel          | KKW Lewica i Demokraci SLD+SDPL+PD+UP  | 83.061  | 21,09 % |
| 5  |          | Paweł Edward Jańkiewicz      | KW Prawo i Sprawiedliwość              | 79.972  | 20,30 % |
| 6  |          | Jerzy Franciszek Kopaczewski | KKW Lewica i Demokraci SLD+SDPL+PD+UP  | 57.937  | 14,71 % |
| 7  |          | Józef Mikołaj Łyczak         | KW Prawo i Sprawiedliwość              | 82.243  | 20,88 % |
| 8  |          | Andrzej Person               | KW Platforma Obywatelska RP            | 115.650 | 29,36 % |
| 9  |          | Krystyna Helena Sienkiewicz  | KKW Lewica i Demokraci SLD+SDPL+PD+UP  | 63.776  | 16,19 % |
| 10 |          | Zygmunt Sosnowski            | KW Polskiego Stronnictwa Ludowego      | 34.761  | 8,83 %  |
| 11 |          | Sławomir Urtnowski           | KW Narodowego Odrodzenia Polski        | 4.330   | 1,10 %  |
| 12 |          | Michał Wojtczak              | KW Platforma Obywatelska RP            | 103.087 | 26,17 % |
| 13 |          | Jan Wyrowiński               | KW Platforma Obywatelska RP            | 112.966 | 28,68 % |
| 14 |          | Joanna Jadwiga Zakrzewska    | KW Prawo i Sprawiedliwość              | 83.040  | 21,08 % |
| 15 |          | Paweł Zgórzyński             | KW Polskiego Stronnictwa Ludowego      | 33.974  | 8,63 %  |

Wahlberechtigte: 834.430 – Wahlbeteiligung: 48,13 % – Quelle: Dz.U. 2007 nr 198 poz. 1439